# 索諾托薩薩 (佛羅里達州)
索諾托薩薩（英語：Thonotosassa）是位於美國佛羅里達州希爾斯波羅縣的一個人口普查指定地區。

## 地理
索諾托薩薩的座標為28°03′22″N 82°17′34″W / 28.05611°N 82.29278°W，而該地最高點為海拔高度10米（即33英尺）。

## 人口
根據2010年美國人口普查的數據，索諾托薩薩的面積為73.40平方千米，當中陸地面積為68.80平方千米，而水域面積為4.60平方千米。當地共有人口13014人，而人口密度為每平方千米177人。